# Le Plessis-Macé

Le Plessis-Macé este o comună în departamentul Maine-et-Loire, Franța. În 2009 avea o populație de 1,260 de locuitori.